# Glaciar Ninnis

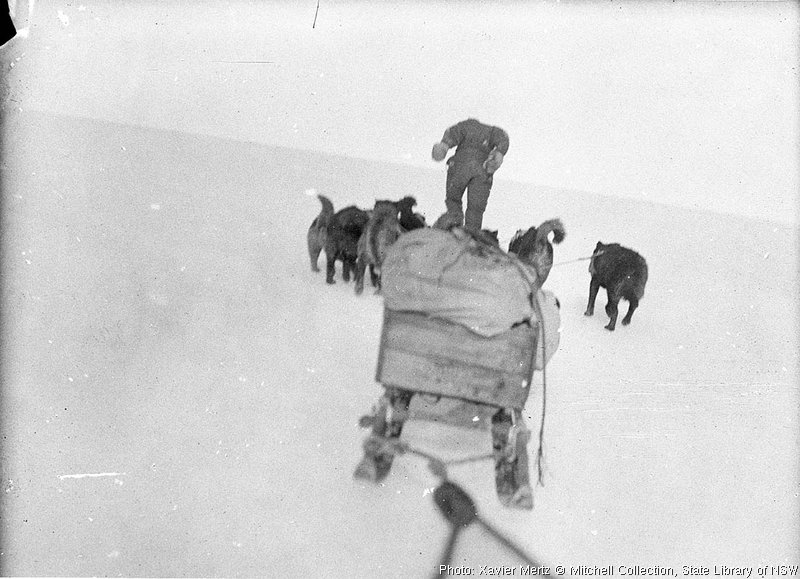
Expedición australiana

El glaciar Ninnis (68°22′S 147°0′E / -68.367, 147.000) es un gran glaciar, con una superficie muy irregular y numerosas grietas que desciende con gran pendiente desde el interior hacia el mar por un ancho valle en la costa de Jorge V en la Antártida. Fue descubierto durante la Expedición Antártica Australiana (1911-14) al mando de Douglas Mawson, quien lo nombró en honor al teniente B. E. S. Ninnis, que perdiera la vida en una expedición al Lejano Este en trineo el 14 de diciembre de 1912 al caer en una grieta profunda en el glaciar.
En su contacto con el mar el glaciar desarrolla la denominada Lengua del Glaciar Ninnis (68°5′S 147°45′E / -68.083, 147.750). Según registros de 1962 la misma penetraba unos 50 km en el mar.